# Hoshi no Kirby
Hoshi no Kirby este o serie anime japoneză creată de Warpstar, Inc. și bazată pe franciza Nintendo Kirby. Seria a rulat peste o sută de episoade din 6 octombrie 2001 până în 27 septembrie 2003. Seria difuzată pe Chubu-Nippon Broadcasting în Japonia și în Statele Unite pe 4Kids TV; 4Kids Entertainment a editat foarte mult conținutul în proces.
Anime-ul urmează Kirby, o creatură roz, sferică, asemănătoare copilului, care nu vorbește în cuvinte coerente, dar posedă capacitatea de a prelua temporar noi puteri magice prin sufocarea propriilor lor proprietari. Kirby ajunge pe o planetă numită Popstar, în apropierea satului Cappy Town, când nava lui sa prăbușit acolo. Își împrietenește rapid doi frați cu piele galbenă numiți Tiff și Tuff și prietenii lor Fololo și Falala. Pe parcursul seriei, Kirby și prietenii lui evită regele Dedede și asistentul său Escargoon, care încearcă să scape de Kirby folosind numeroase monștri furnizate de NME.
Serialul n-a fost difuzat încă în România.